# 하마마쓰역
하마마쓰역(일본어: 浜松駅 하마마쓰에키[*])은 일본 시즈오카현 하마마쓰시 주오구에 있는 철도역이다.

## 접속 노선
- 도카이 여객철도
  - 도카이도 신칸센
  - 도카이도 본선

## 역 구조
고가역으로, 신칸센은 상대식 2면 2선 구조, 재래선은 2면 4선 구조로 되어 있다.
역장과 역무원이 배치된 직영역으로, 덴류가와역, 다카쓰카역, 마이사카역을 관리한다.

### 승강장
| 1 · 2 | ■ 도카이도 본선   | 상행 | 시즈오카 · 누마즈 방면                       |
| 3 · 4 | ■ 도카이도 본선   | 하행 | 도요하시 · 나고야 방면                       |
| 5     | ■ 도카이도 신칸센 | 상행 | 시즈오카 · 신요코하마 · 시나가와 · 도쿄 방면 |
| 6     | ■ 도카이도 신칸센 | 하행 | 나고야 · 신오사카 · 오카야마 방면            |

## 역세권 정보

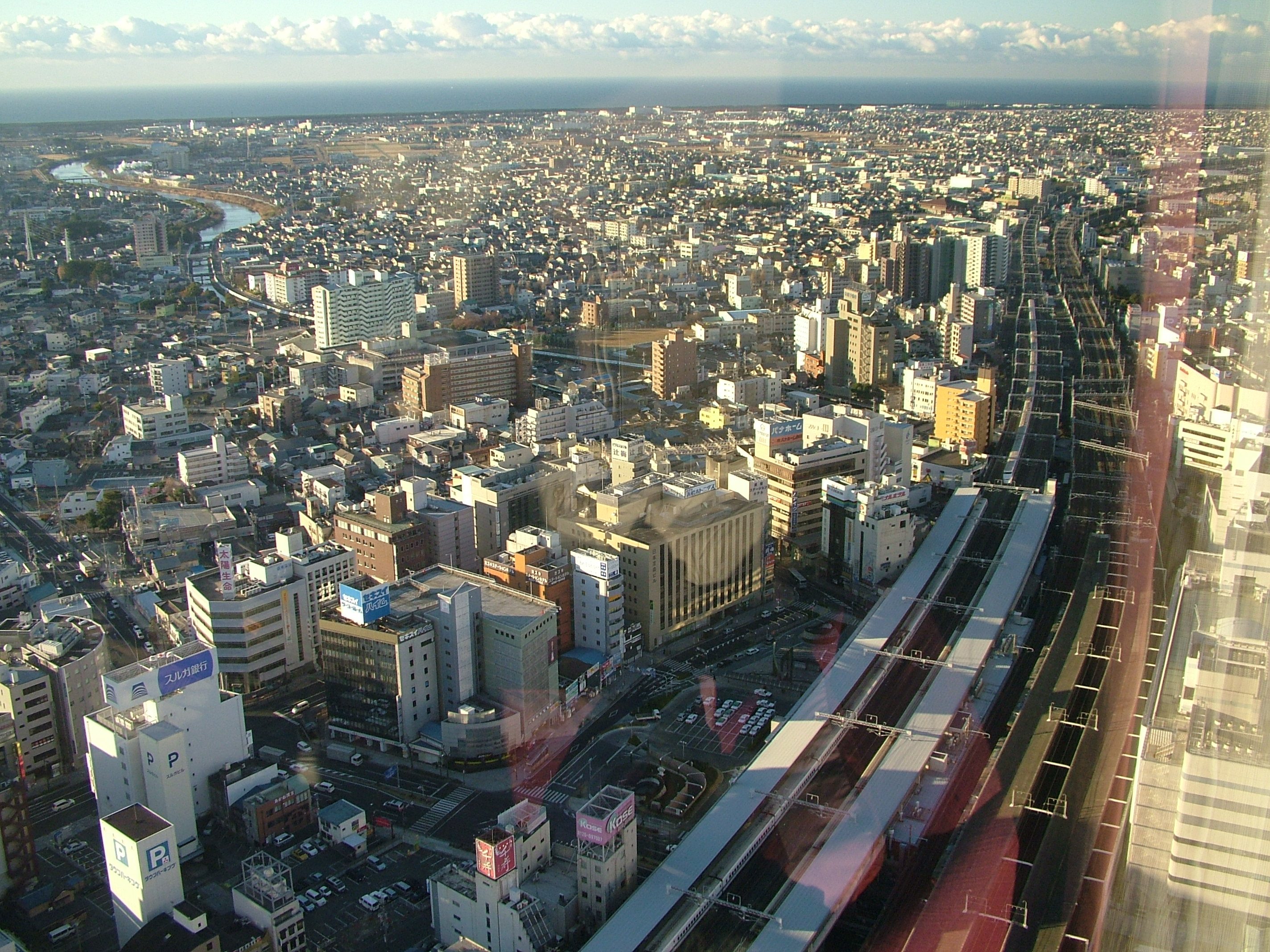
위에서 바라본 하마마쓰 역

- 엔슈 철도 니시카시마선 신하마마쓰역
- 하마마쓰성

## 역사
- 1888년 9월 1일 - 철도원 관설철도 (뒷날의 일본국유철도 도카이도 본선) 하마마쓰역 ~ 오부역 구간의 개통과 동시에 개업.
- 1964년 10월 1일 - 도카이도 신칸센의 개통으로 신칸센 정차역이 되었다.
- 1979년 10월 15일 - 도카이도 본선 승강장의 고가화가 이루어져 신칸센 승강장과 통합 관리되게 되었다.
- 1980년 10월 1일 - 신칸센 히카리호의 일부 열차가 정차하기 시작했다.
- 1987년 4월 1일 - 민영화에 따라 도카이 여객철도의 소속이 되었다.
- 2008년 3월 1일 - TOICA의 사용이 개시되었다.

## 인접역
| 도카이 여객철도 도카이도 본선 | 도카이 여객철도 도카이도 본선 | 도카이 여객철도 도카이도 본선 |
| ----------------------------- | ----------------------------- | ----------------------------- |
| 덴류가와 시즈오카·아타미 방면 | ■ 도카이도 본선               | 다카쓰카 도요하시·나고야 방면 |